# Valiant Comics
Vous lisez un « bon article » labellisé en 2020.
Fondée en 1990, Valiant Comics est une maison d'édition de comic books américaine. Après des débuts difficiles, elle lance deux comics Magnus, Robot Fighter et Solar, Man of the Atom qui sont des reprises de séries publiées à l'origine par Gold Key Comics. Les séries parviennent à atteindre un lectorat suffisant pour que Valiant puisse continuer. D'autres séries sont alors proposées comme Harbinger ou  Shadowman qui sont cette fois des créations originales. Valiant, dirigée par Jim Shooter parvient à garder ses lecteurs, en partie grâce à des offres réservées aux plus fidèles, et à attirer des nouveaux grâce à des numéros spéciaux.
Rapidement, la société se développe et son offre augmente. Elle parvient à devenir le troisième éditeur de comics derrière Marvel Comics et DC Comics. Cependant, cette réussite est de courte durée car la bulle spéculative, dont avait bénéficié Valiant, éclate et les ventes baissent fortement. Le rachat de l'entreprise par l'éditeur de jeux vidéo Acclaim Entertainment, qui voulait établir des synergies entre ses jeux et les comics, n'apporte rien et finalement, Valiant disparaît en 1999. En 2007, elle renaît sous le nom Valiant Entertainment qui possède les droits des héros originaux de Valiant Comics. Les premiers comics (qui reprennent les héros mais ne suivent pas les histoires commencées dans les années 1990) sont publiés en 2012.
Ayant un lectorat important, les comics de Valiant apparaissent comme des sources intéressantes de produits dérivés, surtout de jeux vidéo. La série la plus importante est Turok qui est adaptée sept fois. Plus récemment, c'est Bloodshot qui a été adapté au cinéma dans le film homonyme.

## Historique

### Débuts difficiles

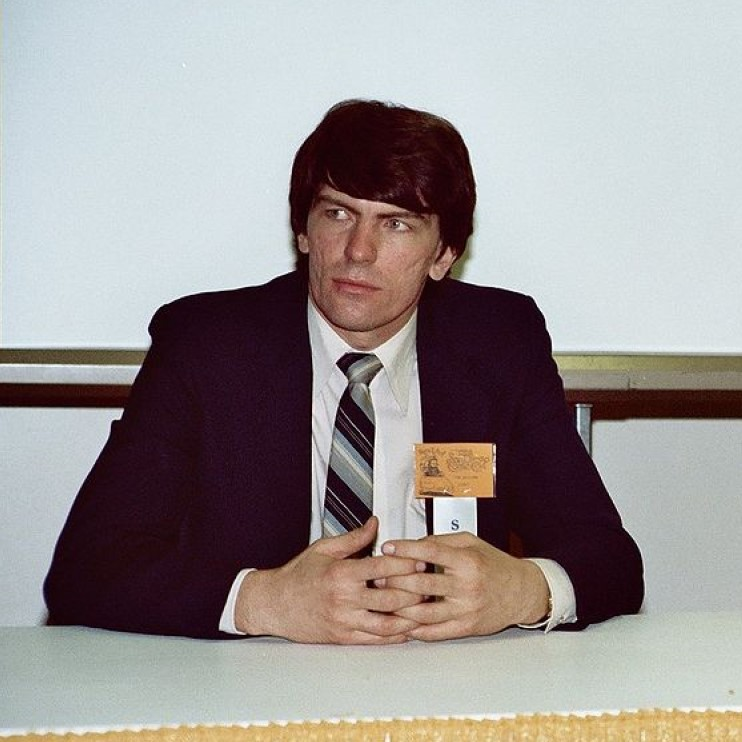
Jim Shooter en 1982.

Jim Shooter, éditeur en chef de Marvel Comics est licencié en 1987. Il n'est cependant pas touché par le chômage car Marvel le recommande auprès de Steven Massarsky, un producteur qui prévoit de monter un spectacle mettant en scène des personnages de Marvel. Shooter qui a une grande expérience dans la direction d'une maison d'édition convainc Massarsky d'en fonder une nouvelle. Le projet est même au début de racheter Marvel à son propriétaire New World Entertainment. L'opération échoue car, selon Massarsky, la banque qui devait les soutenir fait preuve finalement de mauvaise volonté et l'argent nécessaire à l'opération n'existe qu'à l'état de promesse. Ensuite, ils s'allient à une autre société qui désire aussi racheter Marvel mais la tentative échoue lorsque Ronald Perelman conclut le rachat. Shooter et Massarsky en reviennent donc à leur projet initial et fondent en novembre 1989 la société nommée Voyager Communication dont Valiant Comics est une division.
Shooter traite d'abord avec Western Publishing pour avoir les droits de personnages détenus par cette société. Par ailleurs, comme Massarsky a pour partenaire habituel Nintendo, il parvient à gagner les droits d'adaptation des personnages de jeux vidéo. En 1990, sortent ainsi quatre séries dans une collection nommée Nintendo Comics System : Captain N: the game master, Game Boy, Link: the Legend of Zelda et Super Mario Bros. Ces comics sont plus destinés à être vendus dans des magasins de jouets que dans des magasins de comics. Le lectorat attendu est celui des joueurs et non celui des fans de comics,. Malheureusement, cette stratégie est un échec. Bien que Shooter ait engagé des dessinateurs aguerris comme Steve Ditko, dessinateur historique de Spider-Man, Bob Layton, Don Perlin et Barry Windsor-Smith mais aussi de jeunes talents prometteurs comme David Lapham ou Joe Quesada, dont le premier comics publié est le troisième épisode de Captain N, les acheteurs n'apprécient pas un dessin et des scénarios trop éloignés de ce qui se trouve dans les jeux,. De plus, Nintendo devait fournir la liste des deux millions d'abonnés au magazine Nintendo Power et mettre en avant les comics à côté des jeux dans les magasins de jouets mais rien de cela n'est fait, empêchant ainsi la jeune société d'édition de se faire connaître. Massarsky signe ensuite un contrat avec la WWF pour créer un magazine dans lequel les catcheurs seraient des super-héros. Bien que les ventes atteignent les 300 000 exemplaires, WWF Battlemania, lancé en août 1991, est arrêté après cinq numéros. Les exigences de la WWF, qui soutient peu l'initiative, amènent Shooter à saborder l'essai. Ces échecs successifs ne sont pas compensés par les comics reprenant les héros de la Western Publishing. En 1990, une réédition d'épisodes de Magnus, Robot Fighter publiés par Gold Key Comics est abandonnée car les précommandes sont insuffisantes pour payer les frais, et une série d'aventures inédites subit le même sort.

### Ascension

Logo de Valiant Comics.

Rien ne laisse donc supposer la naissance d'un éditeur majeur, mais en 1991 Jim Shooter tente une nouvelle fois de publier des comics reprenant les héros de la Western Publishing. Une seconde fois, Magnus, Robot Fighter est choisi. Jim Shooter écrit le scénario dessiné par Art Nichols et Bob Layton. Le deuxième héros est Solar, Man of the Atom qui est aussi une reprise d'une ancienne série publiée dans les années 1960 par Gold Key Comics. Bien que les ventes ne soient pas exceptionnelles, elles permettent à Valiant de ne pas sombrer. Pour fidéliser les lecteurs, Shooter a l'idée de proposer des comics gratuits introuvables dans le commerce, des « numéros 0 », en échange de l'envoi de bons détachables dans les comics ; ainsi les sept premiers numéros de Magnus comportent de tels coupons, permettant donc de recevoir le numéro zéro de la série. Les titres suivants sont des créations originales à commencer par Harbinger. Shooter qui est le scénariste de cette série dessinée par David Lapham propose aussi aux lecteurs d'obtenir un numéro 0 gratuit en échange des coupons présents dans les six premiers numéros de la série. Celle-ci est suivie de X-O Manowar, Rai et Shadowman. Les ventes ne sont pas exceptionnelles mais solides puisqu'elles oscillent entre 25 000 et 30 000 exemplaires. Surtout les comics à la revente prennent de la valeur. Cette montée est remarquée par les magazines consacrés aux comics et en premier lieu par Wizard. Ainsi, peu à peu le lectorat des titres Valiant se développe et les anciens numéros prennent de la valeur. En 1992, le dixième numéro de Solar est le premier comics édité par Valiant dont la couverture soit particulière puisqu'elle est totalement noire. De plus un nouveau personnage, Eternal Warrior, y apparaît. Pour ce numéro exceptionnel, Valiant en fait imprimer 40 000 exemplaires mais cela s'avère insuffisant et une réimpression doit être lancée pour répondre aux commandes. Dès lors, le succès est assuré. Les ventes progressent constamment et au mois de mai 1992, Valiant lance son premier crossover intitulé Unity dont l'histoire est à suivre dans les huit comics publiés alors. Aux six déjà existants s'ajoutent les nouveautés Archer & Armstrong et Eternal Warrior. Le premier épisode est proposé dans un numéro spécial Unity 0, gratuit en août 1992. Le but est d'appâter le lecteur potentiel pour qu'il achète ensuite tous les épisodes de la saga. Le plan fonctionne et la saga atteint des chiffres de vente tournant autour de 150 000 exemplaires pour chaque épisode. De plus, en dehors de cet épisode exceptionnel, le nombre d'exemplaires distribués est de l'ordre de 100 000 pour chaque série. Valiant s'assure en plus d'une base fidèle en offrant des éditions collectors de ses comics qui acquièrent quasi immédiatement une côte importante. Ainsi, alors que Unity 0 est gratuit, l'édition rare avec un bandeau rouge peut se revendre à 125 $. Tous ces éléments font qu'en décembre, dans la liste des comics les plus recherchés établie par Wizard, sept des dix premiers titres sont publiés par Valiant. Cette croissance importante est aussi établie par Diamond Comic Distributors, la principale société de distribution de comics, qui nomme Valiant éditeur de l'année.
Valiant, bien qu'alors fortement endetté, devient un éditeur reconnu dont les séries sont suivies et il est clair que c'est la politique éditoriale décidée par Shooter qui est responsable de ce succès. Cependant, quelques mois seulement après la fin de Unity, Jim Shooter est licencié. Deux explications sont données à cela : Shooter se serait montré trop autoritaire, ce qui aurait menacé à plus ou moins long terme la solidité de l'entreprise. L'autre version est celle de Shooter, selon qui les dirigeants de l'entreprise auraient cherché à négocier le rachat de Valiant par des investisseurs menaçant sa situation. Jim Shooter part donc après avoir reçu en compensation plusieurs centaines de milliers de dollars. Il emmène avec lui ses plus proches collaborateurs, et part fonder Defiant Comics alors que la place d'éditeur en chef est offerte à Bob Layton. Shooter est peu après suivi par David Lapham, alors un des dessinateurs vedettes de Valiant ayant à son actif les séries Shadowman, Harbinger, Rai et H.A.R.D. Corps. Cela n'empêche pas une hausse importante des ventes de comics, et Valiant Comics devient le troisième éditeur derrière DC Comics et Marvel Comics en prenant la place de Dark Horse Comics. Les dettes s'effacent et la société étoffe son personnel. Le départ de Shooter n'entraîne pas un affaiblissement de la qualité d'écriture car les scénaristes s'efforcent de suivre la bible de l'univers qu'il a créé.

### Crise des comics

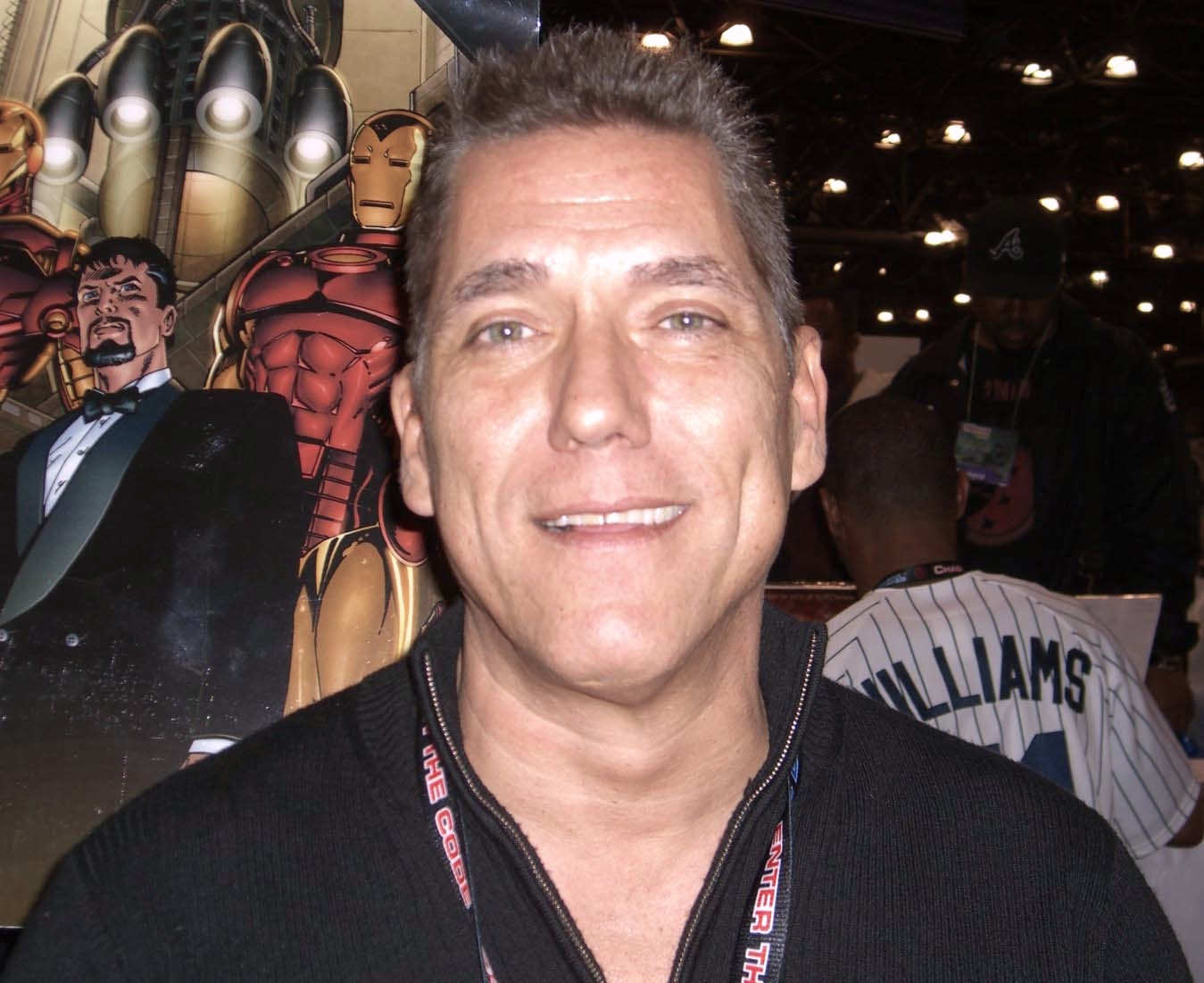
Bob Layton.

Si Valiant Comics s'est au début imposé sur le marché grâce à une stratégie marketing et un projet éditorial cohérent, l'importance des ventes tient aussi à la formation de la bulle spéculative qui touche les comics. L'année 1992 voit aussi l'arrivée sur le marché d'Image Comics, une nouvelle maison d'édition fondée par sept des plus importants dessinateurs de Marvel Comics. À peine lancées, les séries d'Image ont des ventes qui dépassent ou sont proches du million d'exemplaires. Marvel Comics et DC Comics participent aussi à cet emballement des ventes avec pour DC le récit de la Mort de Superman. En effet, cette histoire s'achève en janvier 1993 avec le no 75 de Superman dont six millions d'exemplaires sont précommandés. Les acheteurs ne sont plus seulement des lecteurs mais aussi des personnes qui pensent pouvoir revendre avec un bénéfice important leurs comics. Dès lors, les ventes de comics explosent. En février 1993, 190 millions de comics sont commandés par les magasins spécialisés et deux mois plus tard le nombre est passé à 400 millions. De plus, les ventes de comics rapportent 500 millions de dollars en 1992 et 800 millions en 1993. Toutefois, lorsque ceux qui voyaient les comics comme un investissement se rendent compte que seule la rareté donnait une valeur aux comics et qu'un numéro vendu à plusieurs centaines de milliers d'exemplaires ne peut rapidement procurer une plus-value, ils abandonnent le marché. Valiant avait anticipé ce reflux et avait envisagé de ne plus imprimer de comics à plus de 500 000 exemplaires mais dès janvier 1993, cela est oublié et le premier numéro de Bloodshot, mis en vente le même jour que Superman 75, est vendu à 732 000 exemplaires. L'effondrement est à la hauteur des sommets atteints et à la fin de l'année 1993 l'euphorie n'est plus de mise. En novembre, le nombre de comics vendu n'est plus que de 200 millions et la bulle spéculative éclate. Toutes les sociétés sont touchées par l'effondrement des ventes et Valiant subit de plein fouet cette crise.

### Fin
En 1994, la société de jeux vidéo Acclaim Entertainment rachète Valiant pour 65 millions de dollars (alors que selon Bob Layton elle rapporte seulement 30 millions par an),. Acclaim vient de perdre les droits de Mortal Kombat et NBA Jam qui représentent 75% de ses revenus. Le rachat de Valiant doit permettre de disposer de nouveaux personnages populaires pour les adapter en jeu vidéo. Mais rien de ce qui est tenté ne ramène les lecteurs. Alors qu'en 1993 la part de marché de Valiant était de 8%, en 1996 elle est seulement de 1,18%. Pour remonter la pente, plusieurs actions sont menées. Des séries policières sont proposées, le jeu Magic : L'Assemblée est adapté. La tentative la plus importante commence en juillet 1995. Les huit séries qui se vendent le moins sont arrêtées et les neuf qui restent sont publiées deux fois par mois. De plus, de nouveaux auteurs (dessinateurs et/ou scénaristes) qui ont déjà travaillé sur des séries connues de Marvel ou DC Comics les prennent en main. Mais le résultat escompté ne se réalise pas et Valiant peu à peu sombre. Les ventes des comics sont très loin des records du début des années 1990, puisqu'elles tournent autour de 12 000 exemplaires alors qu'à son apogée Valiant mettait en vente plus de 1 500 000 d'exemplaires de Turok Dinosaur Hunter. Les jeux vidéo qui sont inspirés des héros Valiant ont en revanche du succès, que ce soit le crossover Iron Man / X-O Manowar en 1996 ou Turok: Dinosaur Hunter en 1997 .

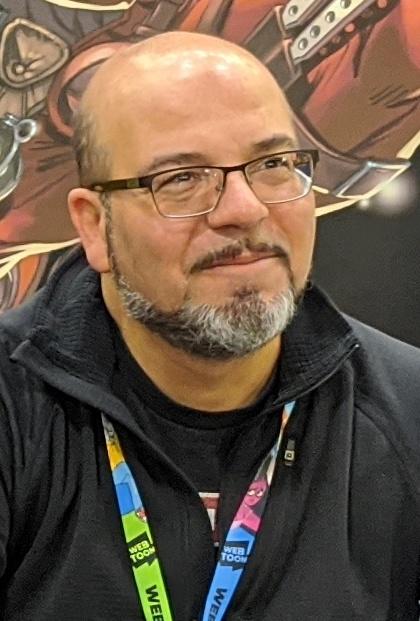
Fabian Nicieza responsable éditorial d'Acclaim Comics

Acclaim tente de relancer de nouveau Valiant en remplaçant Bob Layton par Fabian Nicieza, auteur à succès de X-Force et X-Men chez Marvel Comics. Valiant devient Acclaim Comics, de nouvelles séries sont proposées dont Quantum and Woody de Christopher Priest et M. D. Bright ; les séries existantes connaissent un nouveau départ et des nouveaux scénaristes (Mark Waid, Kurt Busiek et Garth Ennis) sont recrutés. De plus trois séries (Armorines, Shadowman et Turok) sont adaptées en jeux vidéo. Mais tout cela ne mène à rien et les ventes des comics restent très faibles. Nicieza quitte Acclaim Comics et la politique éditoriale est inexistante. Des auteurs ne sont pas avertis que le directeur éditorial de leur comics a été remercié, les séries sont arrêtées brusquement sans que les scénaristes ou dessinateurs ne soient tenus au courant. La dernière tentative d'Acclaim pour redresser la situation est d'engager Jim Shooter pour écrire un crossover, Unity 2000, qui redonnera une cohérence à l'ensemble disparate des séries. Des six numéros prévus seuls trois sont publiés, Shooter n'est pas payé pour les épisodes 4 et 5 et refuse pour cela d'écrire le dernier numéro. Acclaim cesse alors de publier des comics même s'il édite encore le jeu vidéo Turok Evolution en 2002. En 2004, Acclaim Entertainment se retrouve en cessation de paiement, et décide de vendre aux enchères les droits des comics Valiant.

### Renaissance
En 2007, Dinesh Shamdasani et Jason Kothari, deux amis d'enfance fans des comics Valiant dans leur jeunesse, parviennent à racheter les droits des personnages de Valiant Comics et fondent Valiant Entertainment. Ils recrutent dans un premier temps Jim Shooter mais leurs relations se détériorent rapidement et Shooter est remercié. Ils engagent alors Warren Simons, qui occupait la fonction de responsable éditorial chez Marvel Comics. Celui-ci recrute plusieurs scénaristes et dessinateurs de Marvel ou DC Comics à qui n'étaient confiés que des séries secondaires. Certains quittent Marvel lors de son rachat par The Walt Disney Company. À tous ces auteurs est promis une grande liberté créatrice. Ainsi, en mai 2012 paraît le premier comics publié par ce nouveau Valiant : X-O Manowar. Il est suivi de Harbinger, Bloodshot et Archer & Armstrong. Pour chacune des séries, les auteurs à partir des concepts de base hérités des comics des années 1990, disposent d'une grande liberté,. Chaque lancement est un succès. X-O Manowar, avec 42 000 exemplaires connaît la deuxième meilleure vente de comics indépendants et les autres séries se classent toutes dans les trois premières places. En janvier 2018, Valiant Entertainment est rachetée par la société chinoise DMG Entertainment. S'ensuit une série de départs dont ceux de Dinesh Shamdasani et Warren Simons.

## Analyse stylistique
Jim Shooter lorsqu'il dirige Valiant impose un style maison dans tous les comics publiés. Cela est facilité par la présence dans le même espace de travail de tous les créateurs (scénaristes, dessinateurs et responsables éditoriaux) ainsi que du reste du personnel. Le plus important n'est pas le dessin mais le scénario et le personnage plus que le dessinateur. De plus, l'originalité artistique n'est pas un but en soi puisque le dessin est au service de l'histoire. D'où des planches construites de façon très classique, découpées en gaufrier et une unité de dessin dans toutes les séries.
Par ailleurs, les aventures des héros bien qu'elles soient fantastiques sont ancrées dans le monde réel que peut connaître le lecteur. Shooter reprend ici ce qu'il avait déjà pratiqué alors qu'il était responsable éditorial chez Marvel. De même, les personnages vivent dans un monde commun et peuvent se rencontrer. Ce qu'ils vivent dans un épisode peut avoir des répercussions dans une autre série. Ainsi, les héros  de Harbinger combattent un entrepreneur nommé Toyo Harada. Ce même Harada apparaît aussi dans les comics de X-O Manowar.

## Personnages et séries

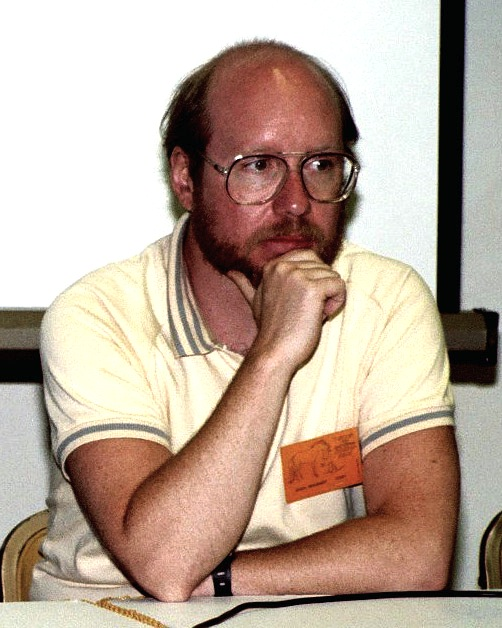
Steve Englehart cocréateur de X-O Manowar.

- Harbinger est créé par Jim Shooter et David Lapham. Peter Stanchek est un jeune télépathe qui fuit la multinationale Harbinger dirigée par Toyo Harada. Il trouve des alliés tous doués de super-pouvoirs (Faith Herbert alias Zephyr, John Torkelson alias Torque et Charlene Dupre alias Flamingo) pour lutter contre Harada. La série s'intéresse surtout aux relations entre ces jeunes gens comme pouvaient le faire les X-Men chez Marvel Comics dirigé par Shooter[29].
- X-O Manowar : Le premier numéro paraît en février 1992, créé par Jim Shooter et Steve Englehart mais c'est Bob Layton qui à partir du cinquième numéro prend en charge la série. X-O Manowar est le nom de code d'Aric, un guerrier Wisigoth capturé par des extra-terrestres qui l'ont gardé dans leur vaisseau près de 1500 ans. Lorsque le super-héros Solar les attaque, Aric parvient à s'enfuir en s'emparant d'une armure dotée de capacités extraordinaires. Aric arrive donc sur une terre qu'il ne reconnaît plus et où il doit s'intégrer[8].
- Rai : apparu d'abord dans une série secondaire de Magnus Robot Fighter, ce personnage a son propre comics en mars 1992. Écrite par David Michelinie et dessinée par Joe St. Pierre et Charles Barnet, la série ne connaît que 8 épisodes qui se concluent par la mort apparente du héros[8]. Ce comics très sombre est relancé plus tard sous le titre Rai and the future force[30].
- Shadowman : Steve Englehart et David Lapham créent cette série publiée en mai 1992 qui raconte les aventures d'un musicien de jazz de La Nouvelle-Orléans qui, la nuit, chasse le crime grâce à ses pouvoirs d'origine mystique[8].
- Archer & Armstrong : La série créée, scénarisée et dessinée par Barry Windsor-Smith raconte les aventures d'un couple d'amis improbable. Archer, un jeune ascète qui a passé des années dans un monastère bouddhiste, est doté de capacités extraordinaires ; Armstrong, un immortel (comme ses deux frères Ivar, connu comme  the Timewalker et Gilad The Eternal Warrior) doté de superpouvoirs, est au contraire un bon vivant porté sur l'alcool. Windsor-Smith est aux commandes de la série sur quasiment tous les épisodes (seulement deux ne sont pas dessinés par lui)[31]. Archer & Armstrong est relancée en 2016, scénarisée par Fred van Lente et dessinée par Clayton Henry (en)[32].
- Turok : créé en 1954 par Matthew H. Murphy pour l'éditeur Dell Comics, le personnage est repris en 1993 par Valiant. Turok est un amérindien qui se retrouve prisonnier dans une autre dimension où il est amené à combattre des dinosaures intelligents. Les scénarios sont de David Michelinie et les dessins de Bart Sears. Lorsqu'Acclaim rachète Valiant, Turok est un des personnages adaptés en jeux vidéo[n 3],[33].
- Eternal Warrior : créé en 1992 par Jim Shooter dans le dixième numéro du comics Solar: Man of the Atom, le personnage, frère d'Armstrong et d'Ivar a ensuite sa propre série qui compte 50 numéros et qui s'achève en 1996. En septembre 2013 Eternal Warrior a droit à une nouvelle série[34].
- Timewalker : créé par Barry Windsor-Smith dans Archer & Armstrong, ce personnage immortel voyage sans cesse dans le temps. Il a sa propre série à partir de janvier 1995, scénarisée par  Bob Hall et dessinée par Don Perlin. Celle-ci dure 16 numéros jusqu'en mars 1996. Le personnage réapparaît dans le premier numéro d'Archer & Armstrong publié par Valiant Entertainment et en janvier 2015, une série lui est consacrée écrite par Fred van Lente et dessinée par Clayton Henry (en)[35],[36].
- Armorines : la première apparition de cette équipe se fait dans un comics de 16 pages ajouté au numéro 25 de X-O Manowar en février 1994. Le scénario est signé Jorge Gonzalez et les dessins sont de Jim Calafiore et Gonzalo Mayo[37]. Une série est proposée à partir de juin 1994 et dure jusqu'en juin 1995. En octobre 1999 une mini-série reprend les personnages en même temps qu'un jeu vidéo, Armorines: Project S.W.A.R.M. est développé[38]. Dans le nouvel univers de Valiant Entertainment les Armorines sont réapparues dans quelques histoires de X-O Manowar[39].
- Dr. Mirage : ce personnage créé par Bob Layton et Bernard Chang apparaît dans The second life of doctor mirage. Ce comics est publié de novembre 1993 à mai 1995[40]. Il réapparaît en 2014 dans la mini-série The Death-Defying Doctor Mirage[41].
- H.A.R.D. Corps : Créés par David Michelinie et David Lapham les membres de ce groupe sont dotés de pouvoirs psioniques semblables à ceux des Harbingers mais produits artificiellement[42]. La série est publiée de décembre 1992 à juin 1995 et compte 30 numéros[43].

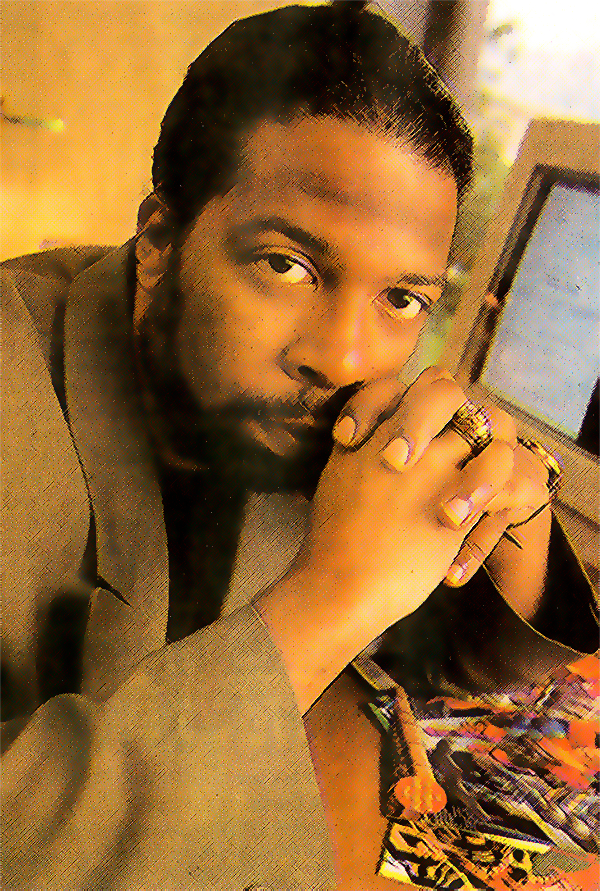
Christopher Priest, créateur de Quantum and Woody.

- Bloodshot : créé par Kevin VanHook et Don Perlin en 1992, ce personnage apparaît d'abord dans Eternal Warrior 4 puis Rai 0 avant d'avoir son propre comics qui compte 52 numéros de février 1993 à aout 1996. Depuis la reprise des comics Valiant en 2012[44], il est apparu dans de nombreuses séries et a été adapté en film (Bloodshot). Bloodshot est un super-soldat à la peau blanchâtre marquée d'un disque rouge sur la poitrine. Son corps est rempli de nanorobots qui lui donnent des pouvoirs surhumains[45].
- Quantum and Woody : créée en 1997 par Christopher Priest et M. D. Bright, la série montre deux personnages, l'un noir et l'autre blanc qui sont obligés de travailler ensemble. Bright suggère que, contrairement à Power Man and Iron Fist publié par Marvel Comics et sur lequel les deux ont travaillé, le personnage noir soit le plus posé alors que le blanc est irresponsable[46]. Le premier épisode sort en juin 1997 mais la série dure peu et est arrêtée en juin 1998. Elle reprend en septembre 1999 et s'achève définitivement en février 2000[47]. En juillet 2013 une nouvelle série de Quantum et Woody de James Asmus (en) au scénario et Tom Fowler au dessin est proposée. Elle dure 13 numéros[48]. En 2017, une nouvelle série écrite par Daniel Kibblesmith paraît.

## Autres media
Les jeux vidéo ont été le media dans lequel les héros de Valiant ont été le plus souvent adaptés. Le rachat de Valiant par Acclaim, qui cherchait de nouvelles franchises pour remplacer celles perdues, explique cette multiplication de jeux vidéo. Depuis la renaissance de Valiant, c'est plutôt vers le cinéma que les espoirs de développer les franchises se portent. Même s'il n'y a en 2020 qu'un seul film produit, d'autres sont prévus pour construire un univers cinématographique Valiant cohérent à l'image de ceux de Marvel Comics et DC Comics.

### Jeux vidéo

#### Série des Turok
- Turok: Dinosaur Hunter : sorti en 1997, ce jeu de tir à la première personne est un très grand succès public et critique. Le site Metacritic lui donne une note globale de 85 sur 100[50]. Sur chacun des huit niveaux Turok doit trouver une partie d'une arme très ancienne, le chronospectre, en combattant ses opposants[51].
- Turok: Battle of the Bionosaurs : en 1997 Acclaim cherche à profiter du succès du jeu Turok: Dinosaur Hunter et sort une version de celui-ci pour la Game Boy. Cette console ne permet pas de reprendre le format de tir à la première personne en 3D. Aussi le jeu est-il converti au format scrolling. L'essentiel du jeu est cependant conservé avec ses riches huit niveaux à explorer pour trouver des armes nouvelles et les parties du chronospectre[52].
- Turok 2: Seeds of Evil, sorti en 1998 pour PC et Nintendo 64, est la suite de Turok: Dinosaur Hunter. Les évènements survenus à la fin du premier épisode ont libéré un nouvel ennemi que Turok doit combattre pour sauver l'univers. Ce jeu de tir à la première personne reprend les grandes lignes du précédent, de la progression dans des niveaux très vastes à la découverte d'armes de plus en plus puissantes nécessaires pour vaincre les monstres, dinosaures et hybrides. Un mode multi-joueur est accessible[53].
- Turok 3: Shadow of Oblivion est la suite sortie en 2000 de Seeds of Evil. Après la mort de Joshua Fireseed, le Turok précédent, sa femme Danielle et son frère Joseph doivent marcher sur ses traces pour combattre un nouvel ennemi, Oblivion, qui menace toute la réalité. Le joueur doit choisir au début quel personnage il incarne. Il existe aussi un mode multi-joueur. Le jeu est toujours un jeu de tir à la première personne et le joueur doit toujours parcourir de nombreux niveaux, vingt ici, pour récupérer des armes et vaincre de nombreux ennemis. Cependant, la base de la série qui reposait sur le combat du héros contre des dinosaures améliorés est abandonné. Il ne reste quasiment rien du jeu originel[54].
- Turok Evolution : en 2002 pour la nouvelle console Gamecube sort un nouvel épisode de la saga Turok qui se passe avant les titres précédents. Le jeu, développé aussi pour PlayStation 2, Xbox, Game Boy Advance et ordinateur, suit les règles de la série : combat contre des dinosaures et des monstres et gain d'armes de plus en plus destructrices. Comme les épisodes précédents, un mode multijoueur est proposé[55]. Les critiques sont mitigées et le site Metacritic lui donne un score de 70/100[56].
- Turok : sorti en 2008 et le dernier en date de la série. Il n'a plus beaucoup de lien avec la saga. Dans le futur, Turok est cette fois un militaire qui doit capturer un criminel réfugié sur une autre planète. Comme dans les jeux précédents, il s'agit d'un jeu de tir à la première personne et les dinosaures sont très présents[57]. Comme le précédent, les critiques sont mitigées et le site Metacritic lui donne un score de 69/100[58].

#### Autres jeux
- Iron Man and X-O Manowar in Heavy Metal : sorti en 1996 le jeu permet de diriger l'un ou l'autre des deux héros. Il est aussi possible de jouer à deux pour accomplir les différentes missions. L'histoire est une succession de niveaux qui se présentent sous la forme de scrolling[59]. Le jeu a été proposé sur plusieurs supports : PC, PlayStation, Game Boy, Game Gear et Saturn[60].
- Shadow Man : ce jeu d'aventure sorti en 1999 suit la lutte de Shadow Man, un homme qui vit dans un univers mystique lié au vaudou. Il doit combattre cinq tueurs en série et un démon pour empêcher l'apocalypse. Le jeu, est très bien reçu comme le rappelle le magazine CBR dans un article publié en 2013[61]. Il connaît une suite en 2002[62].
- Shadow Man: 2econd Coming : sorti en 2002 sur PlayStation 2, le jeu suit de nouveau Mike LeRoi (Shadow Man) luttant contre des démons dans une atmosphère inquiétante. Bien que la jouabilité soit imparfaite, les qualités visuelles et sonores du jeu sont excellentes selon le site IGN[63]. Les critiques sont partagés sur cette suite et Metacritic donne une note de 68/100[64].
- Armorines: Project S.W.A.R.M. : sorti en 1999, le jeu reprend le principe de Turok, à savoir un jeu de tir à la première personne mais l'ennemi principal est constitué d'insectes géants et non de dinosaures et le personnage est un soldat vêtu d'une armure qui part combattre les monstres. La jouabilité, le manque d'armes, la difficulté du jeu et les combats contre les ennemis font que ce jeu reçoit des critiques plutôt négatives[65],[66].

### Cinéma

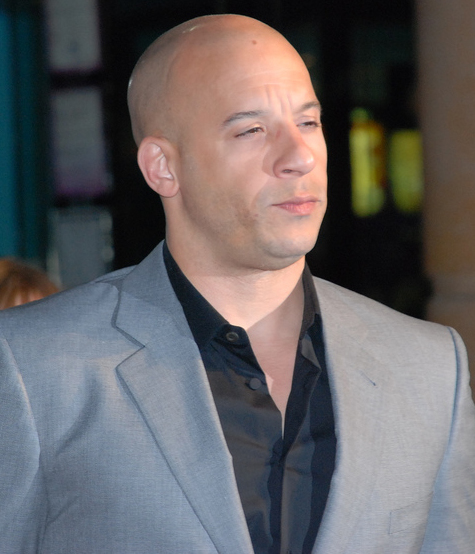
Vin Diesel, qui joue le rôle de Bloodshot, en mars 2020.

En 2020 sort Bloodshot réalisé par Dave Wilson avec Vin Diesel dans le rôle titre. Prévu pour le grand écran, le film sort finalement directement en VOD à cause de la crise du coronavirus. L'histoire est assez fidèle au comics mais la réalisation n'est pas à la hauteur du projet. Les critiques sont plutôt négatives. Il n'a que 29% d'opinions favorables et une note moyenne de 4,63⁄10 sur l'agrégateur américain Rotten Tomatoes.

### Web-série
Ninjak vs. the Valiant Universe est une web-série diffusée d'abord en 2018 sur le site ComicBook.com puis sur la chaîne Youtube de Valiant Entertainment en mars 2020 pour promouvoir la sortie du film Bloodshot. Ninjak, un agent du MI6 est forcé par un assassin de combattre ses anciens alliés qui sont tous des super-héros de l'univers Valiant. Se retrouvent ainsi Archer & Armstrong, le Guerrier Éternel, Bloodshot, etc. Le rôle titre est joué par Michael Rowe.

### Jeu de rôle
En 2014 est publié le jeu de rôle Valiant Universe utilisant le système de jeu Cue System précédemment utilisé pour Cosmic Patrol, et ensuite exploité pour Shadowrun: Anarchy et Mechwarrior: Destiny. Il est suivi en 2016 d'un supplément nommé Transcendent's Edge. Les joueurs peuvent facilement choisir d'incarner un des héros de l'univers Valiant et les aventures se mènent grâce à un système de jeu simple.

## Édition française
En mars 2013, Panini annonce la publication des séries Valiant en France à partir de septembre de la même année. Mais après des ventes décevantes, la licence est abandonnée en septembre 2015.
En décembre 2015, un nouvel éditeur, Bliss Éditions, annonce la reprise du catalogue. Les titres inédits bénéficient d'une publication classique. Les séries dont la publication a débuté chez Panini sont rééditées et diffusées sur les plateformes numériques, puis reprises dans des intégrales au nombre de pages conséquent.